# Burda Style
Burda Style (Eigenschreibweise: burda style; ehemals Burda Moden) ist eine Modezeitschrift, die in 17 Sprachen in über 100 Ländern vertrieben wird. Der Verlag wurde 1949 von Aenne Burda gegründet, die erste Ausgabe der Zeitschrift, die heute von Hubert Burda Media verlegt wird, erschien im Januar 1950. Das Modemagazin erscheint monatlich und enthält neben Artikeln Schnittmuster zum Nachnähen für Frauen- und Kinderkleidung sowie zuweilen auch Männerkleidung.

## Geschichte
Aenne Burdas revolutionäre Idee, ihrem Modemagazin ab 1952 Schnittmuster zum Nachnähen der gezeigten Modelle beizulegen, machte ihr Magazin zu einem großen wirtschaftlichen Erfolg. Zum ersten Mal konnten die Leserinnen die neueste Mode kostengünstig selbst anfertigen, während die Kleider aus anderen Modemagazinen für die Durchschnittsfrau unerschwinglich blieben. Im Jahre 1987 wurde Burda Moden das erste westliche Modemagazin in russischer Sprache, das in der Sowjetunion massenhaft verkauft werden durfte, und 1994 das erste westliche Magazin auf dem chinesischen Markt. Von 1995 bis 2000 war Susanne Stein, seit 1998 verheiratete Walsleben, Chefredakteurin von Burda Moden.
Als sich Aenne Burda im Alter von 85 Jahren aus der Verlagsleitung zurückzog, übernahm ihr Sohn Hubert Burda das Magazin.
| 1998   | 1999   | 2000   | 2001   | 2002   | 2003   | 2004   | 2005   | 2006   | 2007   | 2008   | 2009   | 2010   | 2011   | 2012   | 2013   | 2014   | 2015   | 2016   | 2017  | 2018  | 2019  | 2020  | 2021  | 2022  | 2023  | 2024  |
| ------ | ------ | ------ | ------ | ------ | ------ | ------ | ------ | ------ | ------ | ------ | ------ | ------ | ------ | ------ | ------ | ------ | ------ | ------ | ----- | ----- | ----- | ----- | ----- | ----- | ----- | ----- |
| 300137 | 306368 | 266946 | 252685 | 200153 | 172848 | 158502 | 153960 | 137871 | 136485 | 127515 | 144246 | 135904 | 123967 | 132225 | 119619 | 114766 | 109100 | 108375 | 94188 | 80224 | 74654 | 72658 | 54016 | 51397 | 43699 | 49432 |